# Indianapolis Tennis Championships 1988
L'Indianapolis Tennis Championships 1988 è stato un torneo di tennis giocato sul cemento dell'Indianapolis Tennis Center di Indianapolis negli Stati Uniti. È stata la 1ª edizione del torneo, che fa parte del Nabisco Grand Prix 1988. Si è giocato dall'1 al 7 agosto 1988.

## Campioni

### Singolare
Boris Becker ha battuto in finale  John McEnroe con il punteggio di 6–4, 6–2

### Doppio
Rick Leach /  Jim Pugh hanno battuto in finale  Ken Flach /  Robert Seguso con il punteggio di 4–6, 6–3, 6–4